# Gustaf Larson (slöjdlärare)
Gustaf Larson, född 10 december 1861 på Öja i Flistads socken, Skaraborgs län, död 23 juli 1919 i Boston, var en svensk-amerikansk slöjdlärare.
Larson utexaminerades från Nääs slöjdlärarseminarium 1882, ledde slöjdskolor på olika platser inom Sverige och reste 1888 till USA, där han därefter var föreståndare för ett slöjdlärarseminarium, The Sloyd Training School, i Boston.
Larson verkade mer än någon annan för svensk slöjds införande i amerikanska skolor, och under honom utbildade sig omkring 400 slöjdlärare. Han ansågs vara den främsta auktoriteten i pedagogisk slöjd i USA. Han vistades 1906 på officiell inbjudan sex månader i staten Mysore i Indien för att ordna införandet av svensk slöjd i skolorna där.